# Минеа
Рената Кончић, познатија као Минеа (Загреб, 17. септембар 1977) хрватска је поп певачица и телевизијска водитељка.
Објавила је осам албума, шест студијских и две компилације, који су награђени бројним платинастим, златним и сребрним издањима у Хрватској. Вишеструко је награђивана на фестивалима широм Хрватске, али и у окружењу. Њене најпознатије песме су: „Врапци и комарци“, „Убери љубицу“, „Е, па нека“, „Ласта, ластавица“, „Рано“, „Мимо закона“, „Да ме ’оће Стипе“, „Још си мој“ и многе друге.

## Биографија
Одрасла је у загребачкој Дубрави. Основну и средњу економску школу похађала је у Загребу. Певала је у школском хору од првог разреда, а признала је да никада није имала трему пред наступ. У трећем разреду имала је први самостални наступ са композицијом „Пјесма мојој мајци“. Као тинејџерка била је члан рок групе Контеса Нера, а 1994. године изабрана је за главног вокала групе Сребрна крила, где је требало да замени Влатку Покос. Тамо је примећује Борис Шупут, познати естрадни менаџер, који препознаје њен потенцијал за соло каријеру и помаже јој да сними први албум.

## Каријера

### Врапци и комарци (1995-1996)
У марту 1995. године наступа на фестивалу Дора са песмом Даниела Поповића и Жељка Павичића „Good boy“. Након фестивала, Дора издаје свој први мини-албум Good boy за Кроација рекордс, са песмама: "Good boy", "Кад си с њом", "Љубав је пјесма слепе птице" и "Још га волим". Исте године наступа на Сплитском фестивалу са песмом „Морнару мој“.
1996. године започиње успешну сарадњу са Тончијем Хуљићем и наставља сарадњу са Даниелом Поповићем. Исте године објављује албум под називом Врапци и комарци са песмама: „Врапци и комарци“, „Убери љубицу“, „Мрвица“, „Сутра“ и многе друге. У јулу 1996. наступа на фестивалу Мелодије хрватског Јадрана са песмом „Сија сунце“ и осваја награду „Дебитант године“.

### Е, па нека!, Мимо закона и Кад смо...оно, знаш (1997—2002)
Почетком 1997. године наступа на фестивалу Дора са песмом "Магла". Потом следе наступи на фестивалу Мелодије хрватског Јадрана са песмом „Ласта, ластавица“, где добија награду „Златни галеб, 1. награда публике“ и на Задарфесту са песмом „Е, па нека“. Након наступа на фестивалима широм земље, издаје свој трећи албум Е, па нека! за дискографску кућу Орфеј. Већ су објављени хитови на новом албуму: „Е, па нека“, „Ако ово је крај“, „Ласта, ластавица“, „Магла“. . .
Следеће године прави дискографску паузу, али остаје активна на фестивалима. Наступа на фестивалу Задарфест са песмом "Мало фали". Исте године традиционално се појављује на фестивалу Мелодије хрватског Јадрана са песмом „Рано“.
Године 1999. наставила је са паузом, али је наступала на престижним фестивалима широм земље. Почетак године поново је обележио фестивал Дора, где је освојио 10. место са песмом „У поноћ позвони“. Традиционално наступа и на фестивалу Мелодије хрватског Јадрана са песмом „Бит ће боље“. Аутори песме су Тончи и Вјекослава Хуљић.
Почетком 2000. године наступа на фестивалу Дора са песмом „Што би ми“, затим 4. ХРФ-у са песмом "Јако", где поново осваја симпатије публике. На фестивалу Мелодије хрватског Јадрана наступа са насловном нумером "Мимо закона" и осваја "Златног галеба, 1. награду стручног жирија". Исте године издаје албум Мимо закона, који укључује песме: "Мимо закона", "Рано", "Бит ће боље", "Знам" и друге. Ово је први Минеин албум који је објављен у СРЈ, у издању ЗАМ продукције.
Године 2001. објавила је пети албум Кад смо...оно, знаш. Са албума који је награђен "Сребрним галебом, 2. наградом публике" на фестивалу Мелодије хрватског Јадрана објављена су три сингла "Да ме 'оће Стипе", "Хеј, љубави" и "Под твојим прстима". Албум је награђен златним сертификатом за продају од 30.000 примерака. Овај албум је у СРЈ објавила дискографска кућа Gold Music.

### Све најбоље и Све у четири ока (2002—2008)
Године 2002. одлучила је да поново направи паузу. Ипак, она се појављује на фестивалу Мелодије хрватског Јадрана са песмом "Ти ниси човјек којег сам вољела". Исте године наступала је у Црној Гори на фестивалу Сунчане скале са песмом „Живот је лијеп“, која је уједно била и посљедња песма која је изведена са брачним паром Хуљић, са којим је обновила сарадњу 2011.
Године 2003. објавила је прву компилацију Све најбоље са својим највећим хитовима и новим синглом „Кад волим, волим“ са којим је наступала на 7. ХРФ-у исте године. Компилацију у СЦГ је издао City Records.
2004. године, после дуже дискографске паузе, издаје нови албум Све у четири ока. Први сингл са албума био је "Све у четири ока", са којим је Минеа наступала на Сплитском фестивалу. Други сингл била је песма "Иди, баш ме брига" са којом је наступила на Фестивалу забавне музике у Бихаћу и која је освојила "Другу награду публике". Трећи сингл је песма "Знаци невјере" Задарфеста, а четврти песма "Рано" у етно аранжману, са којом је наступила на Етнофест фестивалу у Неуму. 2005. године наступа на фестивалу Сунчане скале са песмом „Само узми ме“.
Следеће године поново наступа на фестивалу Дора са песмом „Све док не постанем прах“, а у лето 2006. наступа на фестивалу Златне жице Славоније са песмом „Тешко“. 2007. године наступала је у Црној Гори на фестивалу Сунчане скале са песмом „Кап“, аутори песме су Дарус Деспот и Бранимир Михаљевић.

### Твоје лице звучи познато и 90's party (2008 - 2014)
2008. године наступала је на два престижна фестивала у Хрватској. На 12. ХРФ-у са песмом „Још си мој“, која улази у финале и постаје један од њених највећих хитова, наступа и на Фестивалу Златне жице Славоније средином лета са песмом „Остани на мојим уснама“, аутора музику и аранжман је Бранимир Михаљевић, а текст Фарук Буљубашић Фајо.
2009. године наступио је на 14. ХРФ-у са песмом „Од срца отето“, аутори песме су Бранимир Михаљевић и Фарук Буљубашић. Године 2010. Минеа прави паузу и најављује велики повратак почетком 2011. године, али остаје активна у концертним активностима.
Почетком 2011. обнавља сарадњу са брачним паром Хуљић, у априлу исте године објављује нови сингл „Једно“. Песма је постала један од највећих успеха Минеине каријере. На националној топ листи, песма заузима високо пето место. У марту 2012. објавила је нови сингл „Потписујем“. У јулу 2013. године, у сарадњи са Бранимиром Михаљевићем и Антонијом Шолом, објавила је нови сингл "Срце заузето" са којим је наступила на Музичком фестивалу Славоније.
У мају 2014. године објављују први заједнички сингл "На Јадран" у издању дискографске куће Далас. Аутор текста и мелодије је Андреј Бабић, а продукцију и аранжман Бранко Берковић.
Крајем 2014. године учествовала је у првој сезони емисије хрватској верзији емисије Твоје лице звучи познато.

### Радна акција и The Best Of Collection (2015 - сада)
У јуну 2015. објавила је сингл "Разонода" са којим је наступила на CMC фестивалу исте године, а који је главни сингл њеног другог компилационог албума The Best Of Collection, објављеног 17. септембра 2015. На албуму је и дуетска песма „Ми смо једно дурем суђени“, коју је премијерно извела са Ђулијаном на Вечерима далматинске шансоне у августу исте године.
У јулу исте године постала је водитељка хрватске верзије хуманитарне серије „Радна акција“ на Новој ТВ, а крајем године постала је и водитељка емисије Ин Магазин. У мају 2016. објавио је сингл „Доза ризика“ са којим је наступио на CMC фестивалу у Водицама.

## Приватни живот
Минеа је свој приватни живот увек држала даље од очију јавности. Завршила пословну школу и стекла звање маркетинг менаџера. Ради као менаџер за односе са јавношћу у компанији. Од 2012. до 2019. године била је у вези са бившим фудбалером Слађаном Ашанином.
2010. године је доживела саобраћајну несрећу при повратку из Словеније.

## Дискографија

### Албуми
- Врапци и комарци (1995)
- Е, па нека (1997)
- Мимо закона (2000)
- Кад смо... оно, знаш (2001)
- Све у четири ока (2004)

### Компилације
- Све најбоље (2003)
- The Best of Collection (2015)